# Bertoldo (revue)
Le Bertoldo était un magazine satirique hebdomadaire édité lors de la période fasciste italienne. Son siège était à Milan et était édité par Rizzoli. 
Les auteurs réactionnaires du Bertoldo, comme Marcello Marchesi ont mis au point pour la satire politique une sorte d'« humour absurde  » qui a été accepté par le régime fasciste,.
Parmi les rédacteurs figurent de jeunes artistes et écrivains.comme Giovannino Guareschi (1908 – 1968) et Saul Steinberg (1914 – 1999).
Le premier numéro est sorti le 14 juillet 1936 et le dernier en 1943, son siège étant détruit lors du bombardement allié sur Milan.